# Abd al Aziz al-Amawi
Abd al Aziz al-Amawi (en árabe:عبد العزيز الأموي ; Barawa,1832-1896) diplomático, historiador, poeta, jurista y escolástico somalí sufí del siglo XIX activo en el Sultanato de Zanzíbar.

## Biografía
Prolífico poeta e historiador, su obra versaba sobre todo sobre África Oriental (por ejemplo su poema: Iqd-al-la'ali); pero muchos de sus escritos desaparecieron tras la Revolución de Zanzíbar.
Estudió en su ciudad natal con célebres escolásticos, entre ellos  Muhyi al-Din al-Qathani, quien le presentó a Said bin Sultan de Omán. En 1850, al-Amawi fue escogido por el Sultán de Qadi de Kilwa Kisiwani.
En los últimos años, fue Qadi de Zanzíbar y se interesó por las comunidades musulmanas del Océano Índico.